# Léon Werth

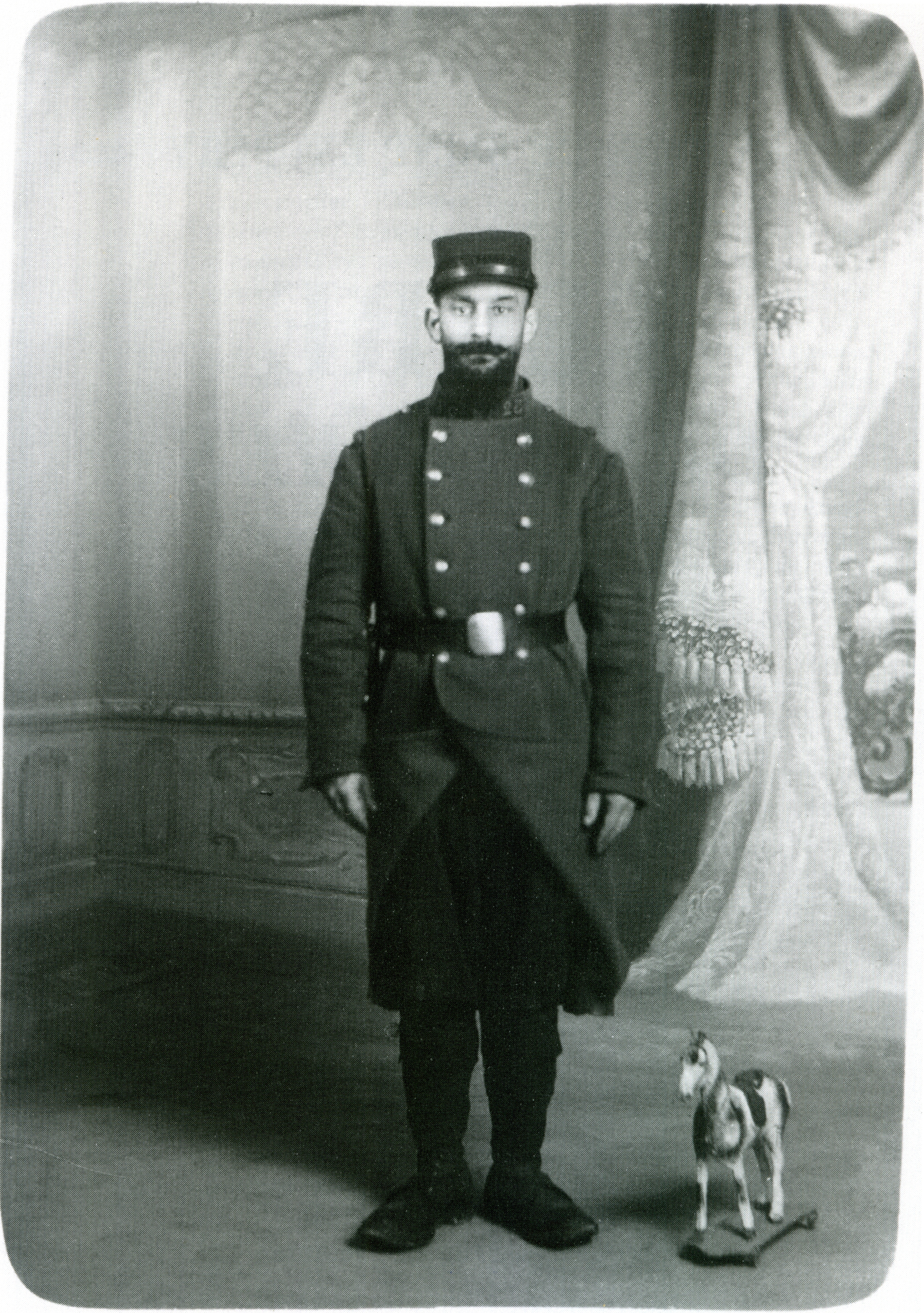
Léon Werth (etwa 1914)

Léon Werth (* 17. Februar 1878 in Remiremont; † 13. Dezember 1955 in Paris) war ein französischer Schriftsteller und Kunstkritiker. Er ist Autor zweier berühmter Antikriegsromane.  Werth ist auch für seine enge Freundschaft zu dem französischen Autor Antoine de Saint-Exupéry bekannt.

## Leben
Léon Werth stammt aus einer assimilierten jüdischen Familie. Da er ein hervorragender Schüler war, gewann er einen Preis für Philosophie beim Concours général, einem landesweiten Wettbewerb für Gymnasiasten in Frankreich. Anschließend wurde er Schüler am renommierten Lycée Henri IV. Dennoch brach er seine Schullaufbahn ab, um als Redakteur für verschiedene Zeitschriften zu arbeiten. Er führte ein unstetes Leben und widmete sich der Schriftstellerei und dem Beruf des Kunstkritikers. Er verkörperte eine sehr unabhängige und liberale Geisteshaltung und übte Kritik an Kirche und Klerus sowie am Bürgertum. Sein Roman „La maison blanche (Das weiße Zimmer)“ wurde 1913 für den Prix Goncourt vorgeschlagen. 1914 zog er als Soldat in den Ersten Weltkrieg, wo er bis zu seiner Verwundung 15 Monate an der Front kämpfte. Dieser Krieg zeichnete ihn dauerhaft und machte aus ihm einen überzeugten Pazifisten. Seine Erlebnisse fasste er in der pessimistischen und gnadenlos kriegskritischen Erzählung „Clavel Soldat“ zusammen. Nach dessen Erscheinen im Jahr 1919 verursachte das Werk einen Skandal. In der Zeit zwischen den Weltkriegen wetterte er mit spitzer Feder gegen den Kolonialismus (Cochinchine, erschienen 1928), indem er sowohl die koloniale Begeisterung Frankreichs zu dieser Zeit kritisierte als auch Stalin der Hochstapelei bezichtigte. Auch zeigte er sich besorgt über den aufkommenden Nationalsozialismus. 1931 machte er die Bekanntschaft von Antoine de Saint-Exupéry, woraus sich eine große Freundschaft entwickeln sollte. Saint-Exupéry widmete ihm sein bekanntestes Werk, „Der Kleine Prinz“. Nach der Besetzung Frankreichs im Zweiten Weltkrieg konnte Werth in den anfangs unbesetzten Französischen Jura vor der deutschen Verfolgung der Juden in Frankreich flüchten. Die nächsten vier Jahre konnte er sich dort mit Unterstützung seiner Nachbarn in seinem Ferienhaus verstecken. Sein 900 Seiten starkes Tagebuch über die Zeit von 1940 bis zur Befreiung erschien 1946 unter dem Titel „Déposition“ („Zeugenaussage“). Ein Jahr nachdem er dem Prozess gegen Pétain beigewohnt hatte, publizierte er darin seine kritischen Notizen zur Zeit des Vichy-Regimes.

## 33 Tage
33 Tage (Originaltitel: 33 jours) ist ein kurzer Bericht, der wenige Wochen nach der Flucht 1940 geschrieben wurde. Léon Werth berichtet darin von seiner Flucht am 11. Juni aus dem kurz danach deutsch besetzten Paris in die unbesetzte Südzone Frankreichs. Er gerät mit seiner Frau in den Exodus der  aus Paris Flüchtenden und nach einigen Wirren in das kleine Dorf Chapelon, wo er Aufnahme bei einem Bauern findet.  Nach über einem Monat Aufenthalt kann er schließlich die  Fahrt fortsetzen und erreicht 33 Tage nach seiner Flucht aus Paris, am 13. Juli 1941, das Ferienhaus in Saint-Amour im französischen Jura. Mit großer Genauigkeit schildert er eine Zeit, in der Frankreich aus seiner Sicht zu einem „Matratzenlager“ wurde. In seinen Beobachtungen und Reflexionen zeigt sich schon die innere Spaltung der französischen Gesellschaft, die er in seinem Tagebuch Déposition  zum Thema machte. Das Manuskript vertraute er im Oktober 1940 seinem Freund Antoine de Saint-Exupéry an, dieser leitete es an einen Verleger in New York weiter, wo sich die Spur verlor. Erst 1992 wurde es von der Verlegerin Viviane Hamy wiederentdeckt und veröffentlicht.

## Werke
- 33 jours, geschrieben im Juni 1940. 1948. Auf Deutsch als

33 Tage – ein Bericht. Mit einem Nachwort von Lothar Baier,  Antje Kunstmann, München 1996. Neuauflage 2016: Mit einem Vorwort von Antoine de Saint-Exupéry, Nachwort von Peter Stamm. S. Fischer, Frankfurt am Main, ISBN 978-3-10-002506-7.
- Déposition, Journal 1940–1944, Erstveröffentlichung 1946, danach 1992. Auf Deutsch als
  - Als die Zeit stillstand. Tagebuch 1940–1944.  S. Fischer, Frankfurt am Main 2017, ISBN 978-3-10-397249-8.
- Clavel chez les majors. 1919.
- La maison blanche. 1913. Auf Deutsch als
  - Das weiße Zimmer. Stuttgart 1994.
- Clavel soldat. 1919.
- Cochinchine. 1926.
- Le destin de Marco.
- Le monde et la ville. 1922.
- Impressions d'audience le procès Pétain. Geschrieben 1945, veröffentlicht 1995.
- Unser Freund Antoine de Saint-Exupéry. Rauch, Bad Salzig 1952. (französischer Originaltitel: Saint-Exupéry, tel que je l'ai connu).
- Caserne 1900. Verfasst 1951, auf Französisch veröffentlicht 1993.
- Voyages avec ma pipe. 1920.

## Die Widmung im Vorwort zumKleinen Prinzen
Der Name von Léon Werth taucht in dem Vorwort des Kleinen Prinzen auf, den Antoine de Saint-Exupéry ihm gewidmet hat.

„Für Léon Werth.

Die Kinder bitte ich, mir zu verzeihen, wenn ich dieses Buch einem Erwachsenen widme. Ich habe eine erstklassige Entschuldigung: Dieser Erwachsene ist mein bester Freund auf der ganzen Welt. Ich habe eine zweite Entschuldigung: Dieser Erwachsene versteht alles, sogar Bücher für Kinder. Ich habe eine dritte Entschuldigung: Dieser Erwachsene lebt in Frankreich und leidet unter Hunger und Kälte. Er hat Trost bitter nötig. Wenn alle Entschuldigungen nicht reichen, widme ich dieses Buch gern dem Kind, das dieser Erwachsene einmal gewesen ist. Alle Erwachsenen waren zunächst Kinder. (Aber nur wenige wissen das noch.) Ich korrigiere also meine Widmung:

Für Léon Werth, als er ein kleiner Junge war.“

(Neuübersetzung von Elisabeth Edl, Karl Rauch Verlag, 2010.)